# Piotr Pawlusiak
Piotr Pawlusiak (ur. 15 lutego 1942 w Wilkowicach, zm. 4 września 2017) – polski trener narciarski.

## Życiorys
Jako junior uprawiał skoki narciarskie w barwach BBTS Włókniarz Bielsko-Biała. W latach 1960–1978 był żołnierzem zawodowym, stacjonując w Malborku. W 1982 roku ukończył Akademię Wychowania Fizycznego w Krakowie, natomiast dwa lata później uzyskał uprawnienia trenera I klasy w narciarstwie klasycznym.
W 1979 roku podjął pracę jako trener w SKS Start Zakopane. Następnie, w latach 1986–2007, był związany z zakopiańskim Zespołem Szkół Mistrzostwa Sportowego, gdzie jego wychowankiem był m.in. Wojciech Skupień. Pracował również w Polskim Związku Narciarskim. W latach 1992–1994 trenował reprezentację Polski w skokach narciarskich, prowadząc ją m.in. podczas Zimowych Igrzysk Olimpijskich 1994 w Lillehammer.
Pochodził ze sportowej rodziny; jego rodzeństwem byli: skoczkowie Tadeusz Pawlusiak i Stanisław Pawlusiak oraz biegacze narciarscy Anna Pawlusiak-Dobija i Józef Pawlusiak.